# Spoorlijn Svendborg - Faaborg
De spoorlijn Svendborg - Faaborg (Deens: Svendborg-Faaborg-banen) was een lokale spoorlijn op het eiland Funen in Denemarken. De spoorlijn werd op 25 november 1916 in gebruik genomen door de Svendborg-Faaborg-banen (SFB) en loopt vanaf Svendborg in westelijke richting via Vester Skerninge naar Faaborg. Op 1 april 1949 werd de spoorlijn en de exploitatie overgenomen door de Danske Statsbaner (DSB) en gesloten op 22 mei 1954.

## Geschiedenis
De spoorlijn maakte ooit deel uit van een omvangrijk netwerk op Funen met Ringe als middelpunt, bestaande uit een ringlijn van Odense via Nørre Broby, Faaborg en Svendborg naar Nyborg met dwarsverbindingen vanuit Odense, Faaborg, Svendborg en Nyborg naar Ringe. VVan deze lijnen wordt alleen nog de lijn tussen Odense en Svendborg geëxploiteerd, van de lijn tussen Faaborg en Ringe wordt het gedeelte tussen Faaborg en Korinth gebruikt door de Syd Fyenske Veteranjernbane. De overige lijnen zijn opgebroken.

## Huidige toestand
Het gedeelte tussen Faaborg en Katterød, dat de lijn deelde met de spoorlijn Ringe - Faaborg, wordt gebruikt door de Syd Fyenske Veteranjernbane, de rest is opgebroken.